# Simulium alfurense
Simulium alfurense är en tvåvingeart som beskrevs av Takaoka 2003. Simulium alfurense ingår i släktet Simulium och familjen knott. Inga underarter finns listade i Catalogue of Life.